# Joširó Jamašita
Joširó Jamašita (japonsky 山下 芳郎, Jamašita Joširó) byl japonský grafický designér.
Pod vedením Masaru Kacumiho (勝見 勝) vytvořil Joširó Jamašita piktogramy pro Letní olympijské hry 1964 v Tokiu. Tokijská olympiáda stanovila grafické normy pro pozdější velké mezinárodní akce. Zejména piktogramy měly pro dějiny zásadní význam. Potvrdily aktuálnost „obrázkového písma“ v moderním světě. Cizinci neschopní dešifrovat japonské nápisy se spolehlivě orientovali na sportovištích a akcích olympiády právě díky piktogramům. Projekt zahrnoval návrh 20 piktogramů pro různé sporty a dalších 39 všeobecných informačních piktogramů.